# Psychotria helferiana
Psychotria helferiana är en måreväxtart som beskrevs av Wilhelm Sulpiz Kurz. Psychotria helferiana ingår i släktet Psychotria och familjen måreväxter. Inga underarter finns listade i Catalogue of Life.